# جمعية بوركينا فاسو الوطنية
جمعية بوركينا فاسو الوطنية (بالإنجليزية: National Assembly of Burkina Faso)‏ هي الهيئة التشريعية في بوركينا فاسو، التي تأسست في 17 يونيو 1992، وتتكون من 127 مقعداً، يقع المقر الرئيسي لها في واغادوغو.